# Тук на земята
„Тук на земята“ (на английски: Here on Earth) е американска романтична драма от 2000 г. на режисьора Марк Пизнарски, по сценарий на Майкъл Сейцман. Във филма участват Крис Клейн, Лили Собиески и Джош Хартнет. Музиката е дело на Кели Джоунс и Андреа Мориконе.

## Актьорски състав
| Актьор         | Роля             |
| -------------- | ---------------- |
| Крис Клейн     | Кели Мурс        |
| Лили Собиески  | Сам Кавана       |
| Джош Хартнет   | Джаспър Арнолд   |
| Майкъл Рукър   | Малкълм Арнолд   |
| Ани Корли      | Бетси Арнолд     |
| Брус Грийнууд  | Шериф Ърл Кавана |
| Анет О'Тул     | Джо Кавана       |
| Илейн Хендрикс | Дженифър Кавана  |
| Стюарт Уилсън  | Джон Морз        |